# Trung tâm Hài hòa
Trung tâm Hài hòa (tiếng Latvia: Saskaņas Centrs, viết tắt SC) là một liên minh chính trị ở Latvia. Nó được thành lập vào năm 2005 và hai thành viên nòng cốt của liên minh hiện nay là Đảng Xã hội chủ nghĩa Latvia và Đảng Dân chủ Xã hội "Hài hòa" (được thành lập vào năm 2010 bởi sự hợp nhất của các Đảng Hài hòa Dân tộc, Đảng Trung tâm Mới, Đảng Dân chủ Xã hội và sau đó kết nạp thêm Đảng Thành phố Daugavpils). Nhà báo Nils Ušakovs là Chủ tịch của Liên minh từ mùa thu năm 2005 tới nay (chủ tịch đầu tiên là  Sergejs Dolgopolovs, lãnh tụ của Đảng Trung tâm Mới và đại biểu Hội đồng thành phố Riga).
Trong cuộc bầu cử nghị viện Latvia năm 2006, Trung tâm Hài hòa đạt được 180.337 phiếu (14,42 %) và giành được 17/100 ghế trong Quốc hội. Nó trở thành đảng lớn thứ 4 trong Quốc hội và đảng đối lập lớn thứ 2.
Vào tháng 1 năm 2009, the Liên minh Dân chủ Xã hội (tiếng Latvia: Sociāldemokrātu savienība, SDS) gia nhập Trung tâm Hài hòa.
Trong cuộc bầu cử Nghị viện châu Âu năm 2009, Trung tâm Hài hòa nhận được 154.894 phiếu bầu (19,57 %, đứng thứ hai ở Latvia) và giành được 2/8 ghế đại biểu Nghị viện đại diện cho Latvia.
Trong cuộc bầu cử nghị viện Latvia năm 2010, Trung tâm Hài hòa giành được 29/100 ghế trong Quốc hội và 251.397 phiếu bầu (26,04 %), trở thành đảng lớn thứ 2 trong Quốc hội và là đảng đối lập lớn nhất Latvia.
Trong cuộc bầu cử nghị viện Latvia năm 2011, Trung tâm Hài hòa giành được 259.930 phiếu bầu (28,36 %) và 31/100 ghế Quốc hội, trở thành đảng lớn nhất trong Quốc hội Latvia.

## Chính sách
Trung tâm Hài hòa từng tự tuyên bố rằng nó là "đảng chính trị duy nhất trong đó người Latvia và người Nga cùng làm việc với nhau", tuy nhiên phần lớn các đại biểu quốc hội của liên minh này đều là người Nga. Trung tâm Hài hòa ủng hộ việc tăng cường vai trò của tiếng Nga trong giáo dục cũng như trong chính sách công. Nó cũng ủng hộ việc thay đổi chính sách về quốc tịch Latvia để quốc tịch này có thể được cấp cho nhiều người dân ở Latvia hơn. Về kinh tế, Trung tâm Hài hòa ủng hộ việc tăng chi tiêu xã hội nhằm kích thích kinh tế và tăng trợ cấp xã hội.